# Głuszyna (stacja kolejowa)
Głuszyna – nieczynna stacja kolejowa, na zlikwidowanej linii kolejowej nr 317, w miejscowości Głuszyna, w województwie opolskim, w powiecie namysłowskim, w gminie Namysłów, w Polsce.